# Missió de les Nacions Unides a Costa d'Ivori
La Missió de les Nacions Unides a Costa d'Ivori (MINUCI) va ser una missió de manteniment de la pau de l'ONU, l'objectiu de la qual era facilitar la implementació dels Acords de la Linas-Marcoussis que van posar fi a la Primera Guerra Civil de Costa d'Ivori, així com establir un component militar per complementar "les operacions de les forces franceses i de CEDEAO" a Costa d'Ivori. La missió va ser establerta per la Resolució 1479 del Consell de Seguretat de les Nacions Unides el 13 de maig de 2003. La missió va ser succeïda per l'Operació de les Nacions Unides a Costa d'Ivori (UNOCI) el 4 d'abril de 2004.

## Història
La Primera Guerra Civil de Costa d'Ivori va començar el setembre de 2002. En resposta als acords de defensa amb Costa d'Ivori, que es remunten a la independència, França va desplegar una força militar sota l'Opération Licorne. La Comunitat Econòmica dels Estats de l'Àfrica Occidental (ECOWAS) també va desplegar una força militar a la Missió de l'ECOWAS a Costa d'Ivori (ECOMICI). Aquestes dues forces militars van servir de manteniment de la pau i posteriorment es van encarregar de mantenir separades les faccions de la guerra civil mentre es va implementar l'Acord de Linas-Marcoussis de gener de 2003. En maig de 2003 el Consell de Seguretat de les Nacions Unides va determinar que el conflicte a Costa d'Ivori continuava sent una amenaça per la pau i la seguretat internacionals i va aprovar la Resolució 1479 per la qual es va establir la Missió de les Nacions Unides a Costa d'Ivor. Aquesta missió era un complement a la missió de les forces franceses i d'ECOWAS existents.